# Anthony Brook
Anthony Brook es un deportista neozelandés que compitió en remo. Ganó dos medallas en el Campeonato Mundial de Remo, plata en 1979 y oro en 1982.

## Palmarés internacional
| Campeonato Mundial | Campeonato Mundial | Campeonato Mundial | Campeonato Mundial |
| Año                | Lugar              | Medalla            | Prueba             |
| ------------------ | ------------------ | ------------------ | ------------------ |
| 1979               | Bled (Yugoslavia)  | Medalla de plata   | Ocho con timonel   |
| 1982               | Lucerna (Suiza)    | Medalla de oro     | Ocho con timonel   |